# Zethera mindorona
Zethera mindorona är en fjärilsart som beskrevs av Hans Fruhstorfer 1909. Zethera mindorona ingår i släktet Zethera och familjen praktfjärilar. Inga underarter finns listade i Catalogue of Life.